# Zsolt Érsek
Zsolt Érsek, né le 13 juin 1966 à Budapest, est un escrimeur hongrois.

## Carrière
Zsolt Érsek participe aux Jeux olympiques d'été de 1988 et  remporte la médaille de bronze dans l'épreuve du fleuret par équipe.